# Protatlanta mediterranea
Protatlanta mediterranea là một loài ốc biển, là động vật thân mềm chân bụng sống ở biển trong nhóm holoplankton thuộc họ Atlantidae.